# Poecilippe
Poecilippe es un género de escarabajos longicornios de la tribu Acanthocinini.

## Especies
- Poecilippe femoralis Sharp, 1886
- Poecilippe medialis Sharp, 1886
- Poecilippe simplex (Bates, 1874)
- Poecilippe stictica Bates, 1874